# Aluminiumbrons

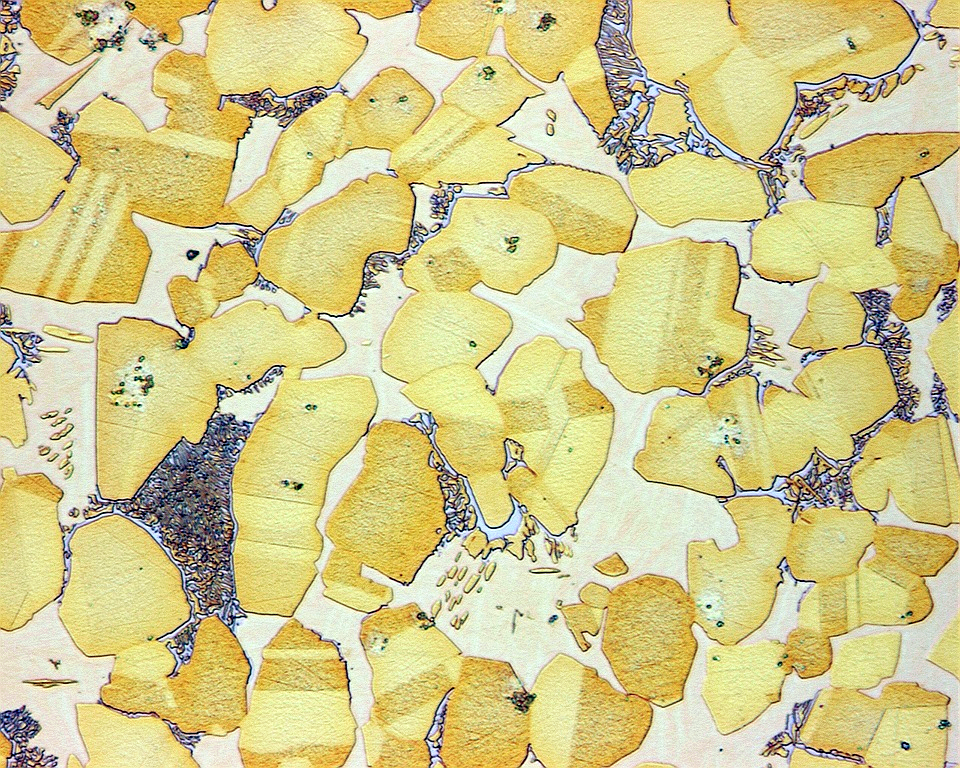
Aluminiumbrons met 20% Aluminium, V=50:1

Aluminiumbrons is een legering waarbij aluminium gemengd wordt met koper. Het aluminium maakt in de meeste vormen zo'n 5 tot 11 procent uit van het gewicht.

## Composities
De onderstaande tabel geeft een overzicht van de meest voorkomende vormen van aluminiumbrons, gedefinieerd door de, inmiddels voormalige, ISO 428 norm. De genoemde percentages zijn de gewichtsverdelingspercentages. Koper (niet in de tabel) maakt het overgebleven percentage uit van de compositie.
| Legering     | Aluminium    | IJzer       | Nikkel      | Mangaan     | zink     | Arseen   |
| CuAl5        | 4,0% - 6,5%  | 0,5% max    | 0,8% max    | 0,5% max    | 0,5% max | 0,4% max |
| CuAl8        | 7,0% - 9,0%  | 0,5% max    | 0,8% max    | 0,5% max    | 0,5% max |          |
| CuAl8Fe3     | 6,5% - 8,5%  | 1,5% - 3,5% | 1,0% max    | 0,8% max    | 0,5% max |          |
| CuAl9Mn2     | 8,0% - 10,0% | 1,5% max    | 0,8% max    | 1,5% - 3,0% | 0,5% max |          |
| CuAl10Fe3    | 8,5% - 11,0% | 2,0% - 4,0% | 1,0% max    | 2,0% max    | 0,5% max |          |
| CuAl10Fe5Ni5 | 8,5% - 11,5% | 2,0% - 6,0% | 4,0% - 6,0% | 2,0% max    | 0,5% max |          |

## Toepassing
Aluminiumbrons is goed bestand tegen corrosie. Hierdoor wordt het veelal gebruikt in technische materialen. Deze toepassingen omvatten glijlagers en landingsgestellen voor vliegtuigen, motoronderdelen (vooral voor zeeschepen), onderwaterbevestigingen in marine-architectuur, en scheepsschroeven. Aluminiumbrons wordt ook gebruikt om de ATEX-richtlijn te voldoen voor de zones 1, 2, 21 en 22. De aantrekkelijke goud-getinte kleur van het aluminium brons heeft ook geleid tot het gebruik ervan in sieraden.
Legeringen met aluminiumbrons werden en worden gebruikt bij het maken van munten, waaronder de Indonesische roepia.
In Gent werd aluminiumbrons gebruikt voor de aanleg van een "muntenroute" door de stad. Duizend "munten" van 9 cm doorsnede uit aluminiumbrons worden ingewerkt in het wegdek op het traject van de middeleeuwse handelsroute Brugge-Keulen. In elke munt is een unieke tekening gegraveerd, die gebaseerd is op een historische afbeelding of tekst. De munten liggen in clusters, die elk een stukje van de geschiedenis van die plek vertellen. In de centrale munt van een cluster is een QR-code gegraveerd. Die verwijst naar een website, waar je meer informatie en ook de originele beelden vindt. 